# 綠島發電廠
綠島發電廠為一座位於臺灣臺東縣綠島鄉的小型火力發電廠，並且，綠島發電廠為該島嶼上唯一的一座發電廠，並供給全島需使用的電力。目前綠島發電廠由台灣電力公司進行營運商轉與維護。

## 沿革

### 起源
綠島地區最早擁有電力使用為早期，當地綠島區漁會爭取經費興建了一座製冰廠以及一座發電量30瓩的小型發電機組，該發電機組配電線路則按農村電化工程由台灣電力公司依照農村電氣化辦理，完工後轉交由綠島區漁會管理，但當時僅有中寮村及南寮村兩村設有供電線路並且，每日供電三小時。然而因人力問題，綠島區漁會將發電機組轉交由民間合資支撐營運，但因日益虧損，最終仍無疾而終，是為綠島電力供應的初始。
爾後1973年（民國62年）由於綠島當地鄉民多次向綠島鄉公所極力爭取用電權益，後綠島鄉公所便在今日綠島地區的東部海岸國家風景區管理處現址設置了兩台60瓩的發電機組，該兩座機組為日本的野馬公司所製造，單座發電機組運轉約發電506瓩，每日供電時數由3個小時增加到6個小時。當時也一併完成了南寮村、中寮村、公館村三座村落的供電線路連接。
隔年1974年（民國63年）綠島地區的用電戶為439戶，其中有兩戶為工業用戶，每月每戶平均用電量僅39度。

### 興建
1975年（民國64年），在時任中華民國行政院長的蔣經國先生以為照顧臺灣離島地區之村民生活為由，指示台灣電力公司開始辦理或接辦各離島的電力事業。並在同年6月1日，接手管理並經營由綠島鄉公所所設置的兩台60瓩的發電機組，爾後又在民國67年於現今綠島發電廠現址購買土地，以及興建了綠島地區的台電公司服務所，員工宿舍一棟，發電廠建築物一棟與發電機組500瓩供四組。綠島發電廠工程於民國71年10月完成，駐廠員工配置14人，總發電量達2000瓩。
當時的發電機組為柴油發電機組，並委託綠島區漁會協助購買大型漁船來運送發電機組所需的200公升桶裝油料。不過，因為綠島當地因天候因素，導致油料運送時常不足，更因遇到颱風侵襲或是東北季風增強時，讓運送油料的漁船無法出航補充發電所需油料，讓供電狀況仍受到限制。
直到1983年（民國72年）2月，綠島地區的儲油槽以及輸油管陸續興建完工，綠島發電廠的狀況才完整改善，並且能夠全島全天供電。

### 擴建
民國79年，因當地立委向東海岸國家風景區爭取將綠島地區納入觀光編制，使得來自台灣本島地區的觀光客人數大增。再用電量持續增加的狀況下，1995年（民國84年），綠島發電廠已達到發電量的上限，因此，台灣電力公司於當年年底，再次新增了一組500瓩的發電機組。
然而，因觀光發展速度實在太快，不到一年的時間，發電量再次不足，因此台灣電力公司於隔年將綠島發電廠廠房進行擴建，並一口氣新增了兩座發電量1000瓩的發電機組加入商轉行列。
又在隔年，綠島地區又再次因為觀光產業發展速度過快，導致綠島發電廠發電量不足，台灣電力公司於是從澎湖地區委託台灣電力公司營建處經台灣海峽與巴士海峽，將兩組1500瓩的發電機組移到綠島發電廠使用。因綠島地區與澎湖一樣均使用柴油發電機組，不同於臺灣本島的水力發電，火力發電與核能發電，故僅能從澎湖調派發電機組來到綠島。
2002年（民國91年）時，因當地產業發展速度快，且綠島發電廠供電過程耗損非常嚴重，故，在第8號發電機組與第9號發電機組進行改壓後，綠島發電廠曾此也進行變電之工作。
2007年（民國96年），在第1號發電機組與第2號發電機組使用年限到達後，一並將兩座機組更換成發電量達2000瓩的發電機組。
預計2017年（民國106年）時，第3號發電機組以及第4號發電機組將到達使用年限，台灣電力公司計畫將更換為新式的發電機組。

## 設備

### 發電機組

#### 商轉中
綠島發電廠目前總共配置8座發電機組，並且均為柴油發電機。
| 名稱     | 柴油機類型        | 發電機類型                       | 機組數量 | 發電燃料 | 裝置容量（MW） | 興建年代  | 狀態       |
| -------- | ----------------- | -------------------------------- | -------- | -------- | -------------- | --------- | ---------- |
| 一號機   | 現代工業製柴油機  | 現代工業製交流式同步發電機       | 1        | 超級柴油 | 2MW            | 2009年8月 | 商轉中     |
| 二號機   | 現代工業製柴油機  | 現代工業製交流式同步發電機       | 1        | 超級柴油 | 2MW            | 2009年8月 | 商轉中     |
| 新三號機 |                   |                                  | 1        | 超級柴油 |                |           | 拆除改建中 |
| 新四號機 |                   |                                  | 1        | 超級柴油 |                |           | 拆除改建中 |
| 五號機   | 比利时ABC製柴油機 | 臺灣東元電機製交流式同步發電機   | 1        | 超級柴油 | 1MW            | 1998年3月 | 商轉中     |
| 六號機   | 比利时ABC製柴油機 | 臺灣東元電機製交流式同步發電機   | 1        | 超級柴油 | 1MW            | 1998年3月 | 商轉中     |
| 八號機   | 德国MWM製柴油機   | 美国愛默生電力製交流式同步發電機 | 1        | 超級柴油 | 1.5MW          | 2002年7月 | 商轉中     |
| 九號機   | 德国MWM製柴油機   | 美国愛默生電力製交流式同步發電機 | 1        | 超級柴油 | 1.5MW          | 2002年3月 | 商轉中     |

#### 已汰除
| 名稱   | 柴油機類型      | 發電機類型                     | 機組數量 | 發電燃料 | 裝置容量（MW） | 興建年代  | 狀態     |
| ------ | --------------- | ------------------------------ | -------- | -------- | -------------- | --------- | -------- |
| 三號機 | 德国MAN製柴油機 | 臺灣大同公司製交流式同步發電機 | 1        | 超級柴油 | 0.5MW          | 1981年1月 | 拆除改建 |
| 四號機 | 德国MAN製柴油機 | 臺灣大同公司製交流式同步發電機 | 1        | 超級柴油 | 0.5MW          | 1981年1月 | 拆除改建 |

### 人員配置
目前綠島發電廠的駐廠員工只剩下配置9人，其中配置為小夜班2人、大夜班1人、白天1人、服務處1人。

## 展望
為提升臺灣綠能發展能量，國科會提出的「我國海洋科技發展規劃」中指出綠島外海的黑潮動能為美國密西西比河以及中國长江的1千倍，具有發展黑潮發電的絕佳潛力，因此國科會計畫將在綠島外海建立黑潮先導性電廠，以取代當前綠島地區唯一的燃油發電方式。

## 周遭景點
- 朝日溫泉
- 綠島燈塔
- 綠島人權紀念園區
- 綠洲山莊

## 外部連結
- 綠島發電廠簡介 （页面存档备份，存于）

## 資料來源
1. 1 2 3 4 5 6 7  .   [2015-02-08]. （原始内容存档于2015-02-08）.
2. 1 2 3 4 5 6 7 8 9 10 11 12   (PDF).   [2007-02]. （原始内容 (PDF)存档于2015-02-08）.
3. ↑  .   [2011-03-24]. （原始内容存档于2015-02-08）.